# سيلفيا شو جادسون
سيلفيا شو جادسون (بالإنجليزية: Sylvia Shaw Judson)‏ هي نحّاتة أمريكية، ولدت في 30 يونيو 1897 في ليك فورست في الولايات المتحدة، وتوفيت في 1978.